# Антикиллер (игра)
«Антикиллер» — российская компьютерная игра в жанре шутера от третьего лица, разработанная московской студией Qbik Interactive и изданная компанией «Новый Диск» в 2005 году для персональных компьютеров под управлением Windows. Сюжет игры следует одноимённому фильму 2002 года, между уровнями появляются отрывки оттуда.

## Игровой процесс
На выбор игроку предоставляются 3 персонажа из фильма — Лис, Баркас и Амбал. Геймплейных отличий они не имеют.
Персонаж может бегать, приседать, перекатываться, подниматься по лестнице и стрелять. Для стрельбы имеются следующие виды оружия: пистолет, дробовик, пистолет-пулемёт HK MP5, автоматы M4A1-S и AK-47. У пистолета, в отличие от других видов оружия, патроны бесконечны.
Оружие можно находить просто на уровне, либо подбирать его с убитых врагов. При перезарядке все патроны из предыдущей обоймы выкидываются, носить с собой одновременно можно только две единицы оружия.
У персонажа есть шкалы здоровья и ярости. Здоровье автоматически пополняется после заполнения ярости, которое в свою очередь восстанавливается после убийств противников или стрельбе по убитым. Когда шкала ярости заполняется полностью, она обнуляется, а здоровье возвращается к максимуму.

## Разработка
Разработка игры началась в 2004 году. При её разработке использовался движок RenderWare.
Причиной создать игру по данному фильму послужило то, что разработчики были его поклонниками и когда издатель в лице «Нового диска» предложил студии создать такую видеоигру, они согласились на данное предложение. 16 сентября 2004 года состоялся анонс игры, изначально её выход был запланирован на 2-й квартал 2005 года, однако впоследствии был отложен.
8 сентября 2005 года было объявлено о завершении разработки и отправки «Антикиллера» в печать. 29 сентября игра поступила в продажу.

## Саундтрек
В игре преобладает музыка, написанная группами «Deadушки», «Биопсихоз» и Oversoundz.
Можно наблюдать отдельные композиции от коллективов Clawfinger, Don Johnson Big Band, Stereophonics, DeeVision - Antikilla, NetSlov, а также сольных исполнителей — Сезарии Эворы и «Рябы Мутанта».

## Рецензии и оценки
Игра получила разгромные отзывы критиков.
Татьяна «foxy» Гарина из издания Absolute Games назвала проект «псевдоигрой», оценив его на 17 %, раскритиковав игровой процесс. Однако саундтрек был оценён хорошо.
Степан Чечулин из журнала «Игромания» оценил игру на 5 баллов из 10, отметив плохой геймплей, графику и устаревший движок. В заключение было отмечено, что игра придется по вкусу только фанатам фильма.
Антон Токаревский из издания Gameplay оценил игру на 1/5, заявив, что «графика осталась на уровне прошлого века а геймплей, с учётом многочисленных огрехов и недоработок, начинает утомлять с первых же минут». Кроме того, было отмечено большое количество багов.